# ریور جنوبی، نیوجرسی
ریور جنوبی (به انگلیسی: South River) شهری در ایالت نیوجرسی کشور ایالات متحده آمریکا است که جمعیت آن در سرشماری سال ۲۰۱۰ میلادی، ۱۶٬۰۰۸ نفر بوده‌است.